# Bahnhof Theuern
Der Bahnhof Theuern ist ein Überholbahnhof in Streckenkilometer 123,3 der Neubaustrecke Ebensfeld–Erfurt. Er wurde in der Nähe des Ortsteils Theuern der Gemeinde Schalkau errichtet und trägt daher seinen Namen.
Der Bahnhof ist einer von vier Überholbahnhöfen zwischen Unterleiterbach und Erfurt. Seine Errichtung in einem bis zu 27 m tiefen Einschnitt war mit großem Aufwand verbunden.

## Lage und Aufbau

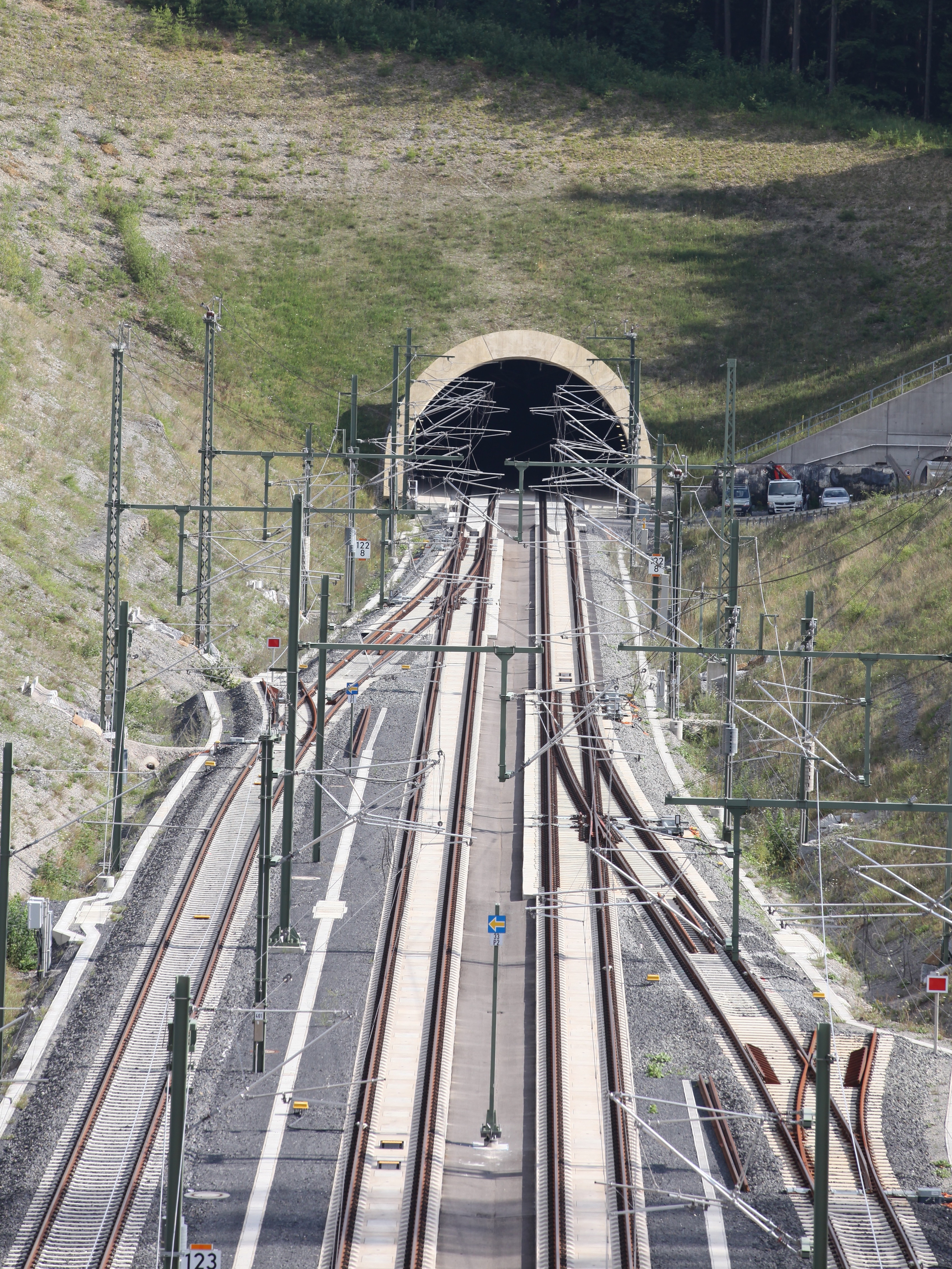
Südlicher Bahnhofskopf, mit dem Nordportal des Baumleitetunnels (2017)

Unmittelbar nördlich an den Bahnhof schließen sich die Talbrücke Truckenthal und dann der Tunnel Bleßberg an, südlich folgt der Baumleitetunnel.
Bei einer Länge von 1340 m umfasst der Bahnhof eine Nutzlänge von rund 750 m. Im Bereich des Bahnhofs steht ein Modulgebäude für ein abgesetztes elektronisches Stellwerk (ESTW-A) und eine Basisstation des öffentlichen Mobilfunks und eine Wetterstation.
Ein in der Ursprungsplanung enthaltene Überleitstelle Theuern Süd mit einem Weichentrapez im Bereich des Tunnels Baumleite entfiel im Jahr 2013 aus der Planung, um eine durchgängige Befahrbarkeit des Tunnels für Rettungsfahrzeuge zu ermöglichen. Züge werden somit nur im nördlichen Teil des Bahnhofs, zwischen dem nördlichen Widerlager der Talbrücke Truckenthal und dem Südportal des Tunnels Blessberg, zwischen den beiden durchgehenden Hauptgleisen wechseln können. Ebenso nicht realisiert wurden zwei geplante einseitig angebundene Abstellgleise mit Weichenmontageplätzen am südlichen Widerlager der Truckenthalbrücke.

## Bau
Die Errichtung des Bahnhofs erforderte im südlichen Teil einen bis zu 27 m tiefen Einschnitt, im nördlichen Teil einen bis zu acht Meter hohen Damm. Insgesamt wurden Erdmassen im Umfang von 1,85 Millionen Kubikmetern bewegt. Dies war im Regelfall Muschelkalkgestein, das zuvor mit Lockerungssprengungen gelöst werden musste. Im Zuge der Bauarbeiten wurden 32.500 m² Schutzschichten, 2900 m Entwässerungskanäle sowie zirka 2500 m Baustraßen errichtet.
Auf der Hochebene beidseitig des Bahnhofes entstand dabei die Deponie Galgenberg. Auf einer Fläche von zirka 44,2 ha wurden rund 2,5 Millionen m³ Abraummaterial aus dem Baumleitetunnel sowie dem Einschnitt Theuern gelagert. Die vormals weitgehend landwirtschaftlich genutzten Flächen wurden in einer Höhe von bis zu 13 m überschüttet.
Zur Überführung eines durch den neu errichteten Einschnitt unterbrochenen Wirtschaftsweges über den Überholbahnhof entstand eine 102 m lange und 6 m breite, dreifeldrige Rahmenbrücke mit Schrägstielen.
Am 14. März 2008 erfolgte die letzte große Sprengung. Mit einer Tonne Sprengstoff wurden dabei 10.600 Tonnen Fels aus der Böschung gelöst, die zuvor als Zufahrtsrampe für Baufahrzeuge dienten. Die Baumaßnahmen an Talbrücke, Überholbahnhof und Überführung sollten 2009 abgeschlossen sein.
Im Frühjahr 2008 wurden Entwässerungsgräben angelegt. Im Herbst 2008 waren die schweren Erdarbeiten abgeschlossen und 2009 die Restarbeiten, wie der Bau der Wirtschaftswegbrücke.

## Galerie

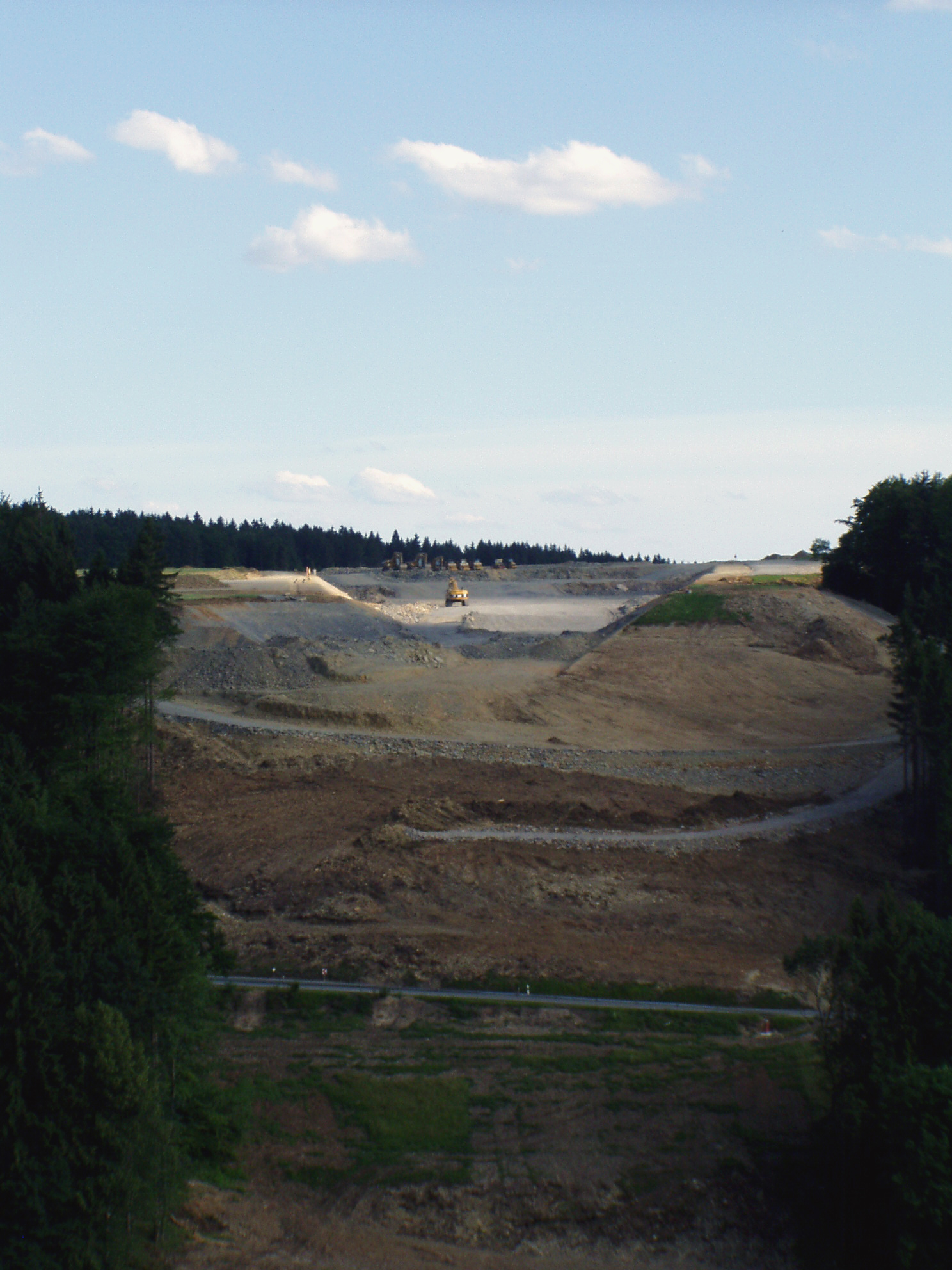
Blick vom Tunnel Bleßberg zur Baustelle der Talbrücke und zum Geländeeinschnitt für den Bahnhof Theuern, Juni 2007
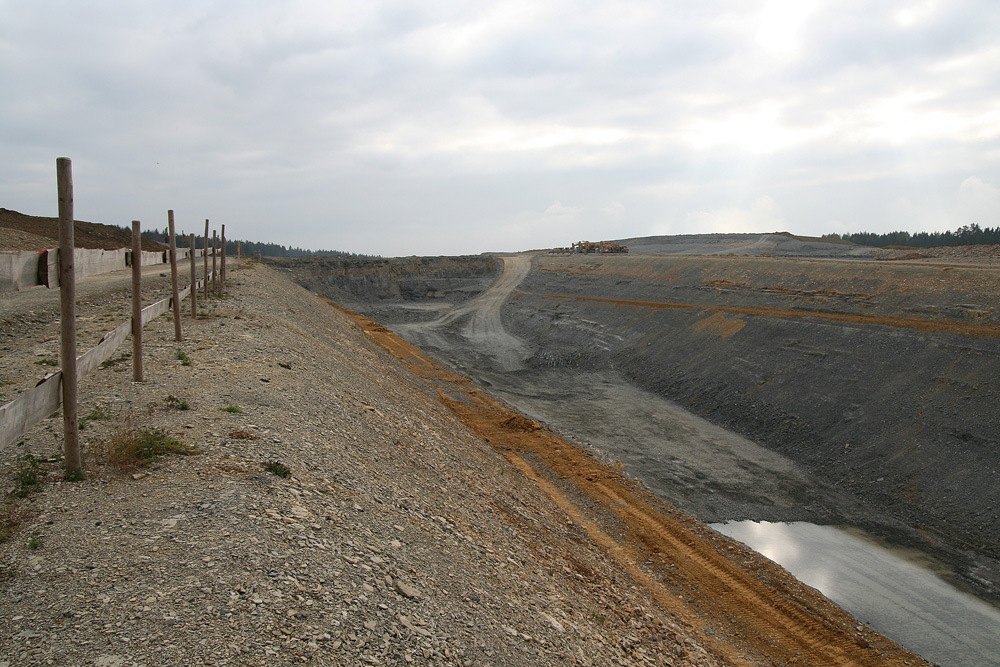
Blick vom Nordrand des zukünftigen Bahnhofs nach Süden. Noch trennt eine Querung für Baufahrzeuge den Bahnhof etwa in seiner Mitte, Oktober 2007
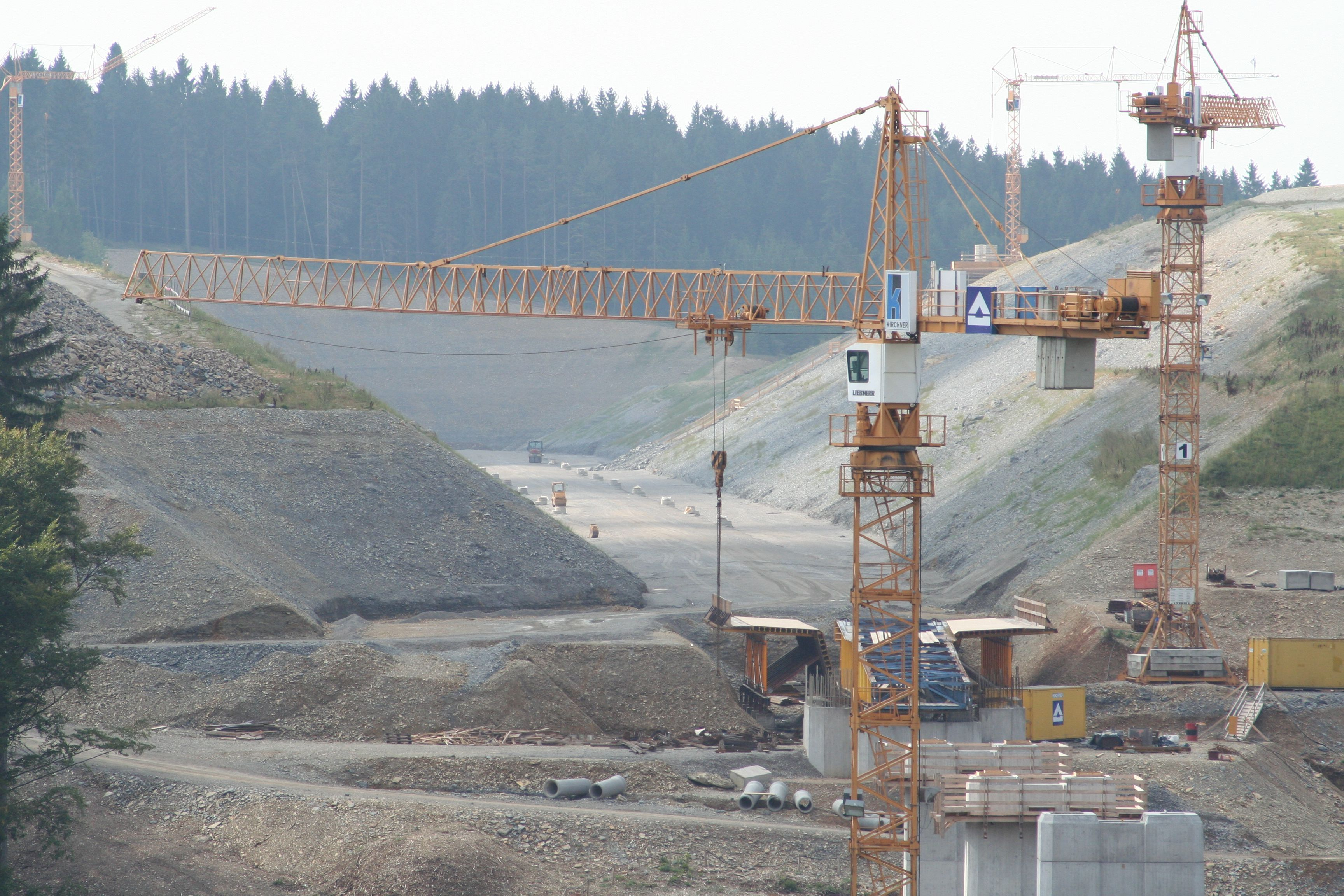
Bauzustand August 2008, im Vordergrund Talbrücke Truckenthal
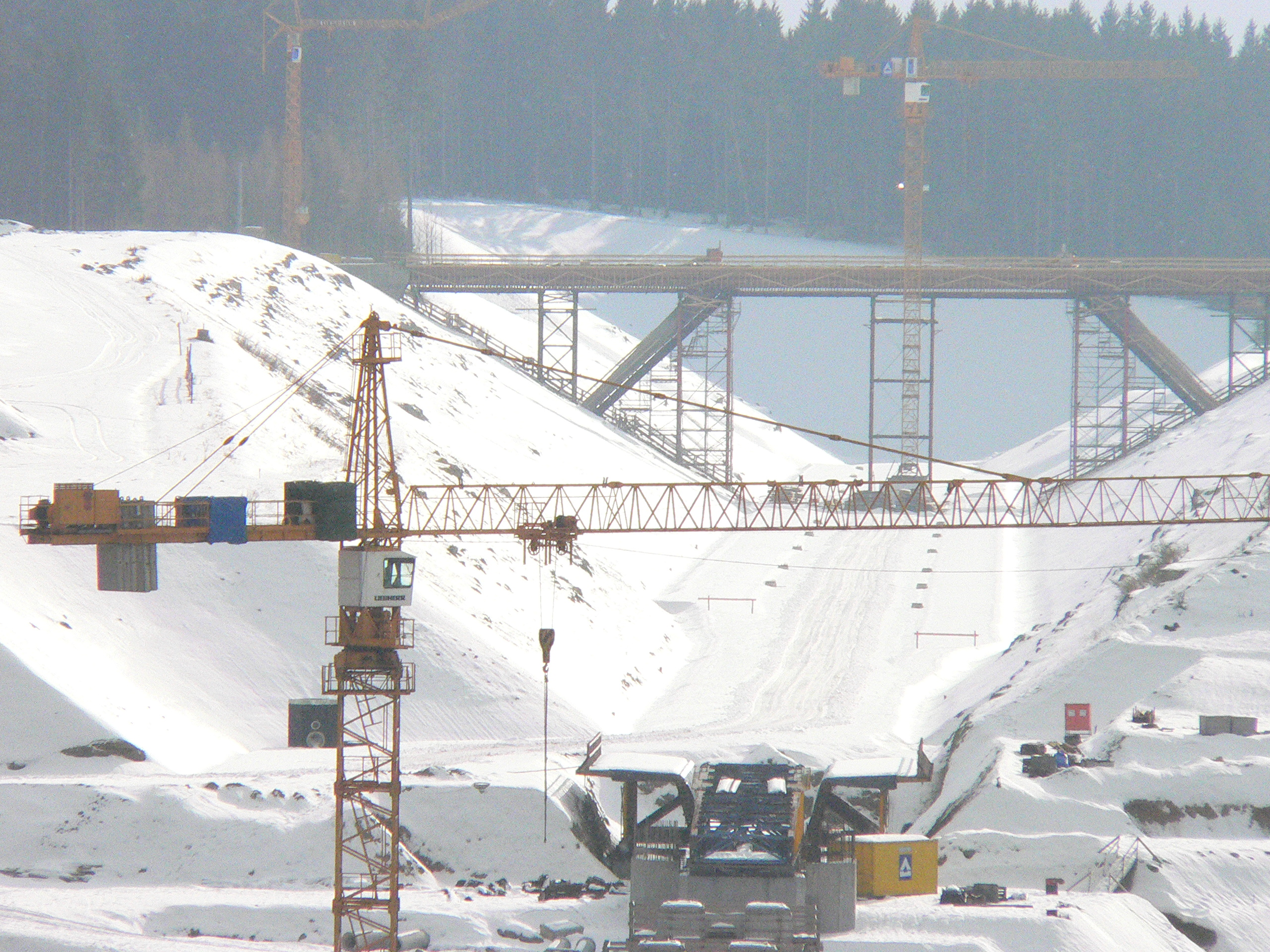
Bauzustand Januar 2009
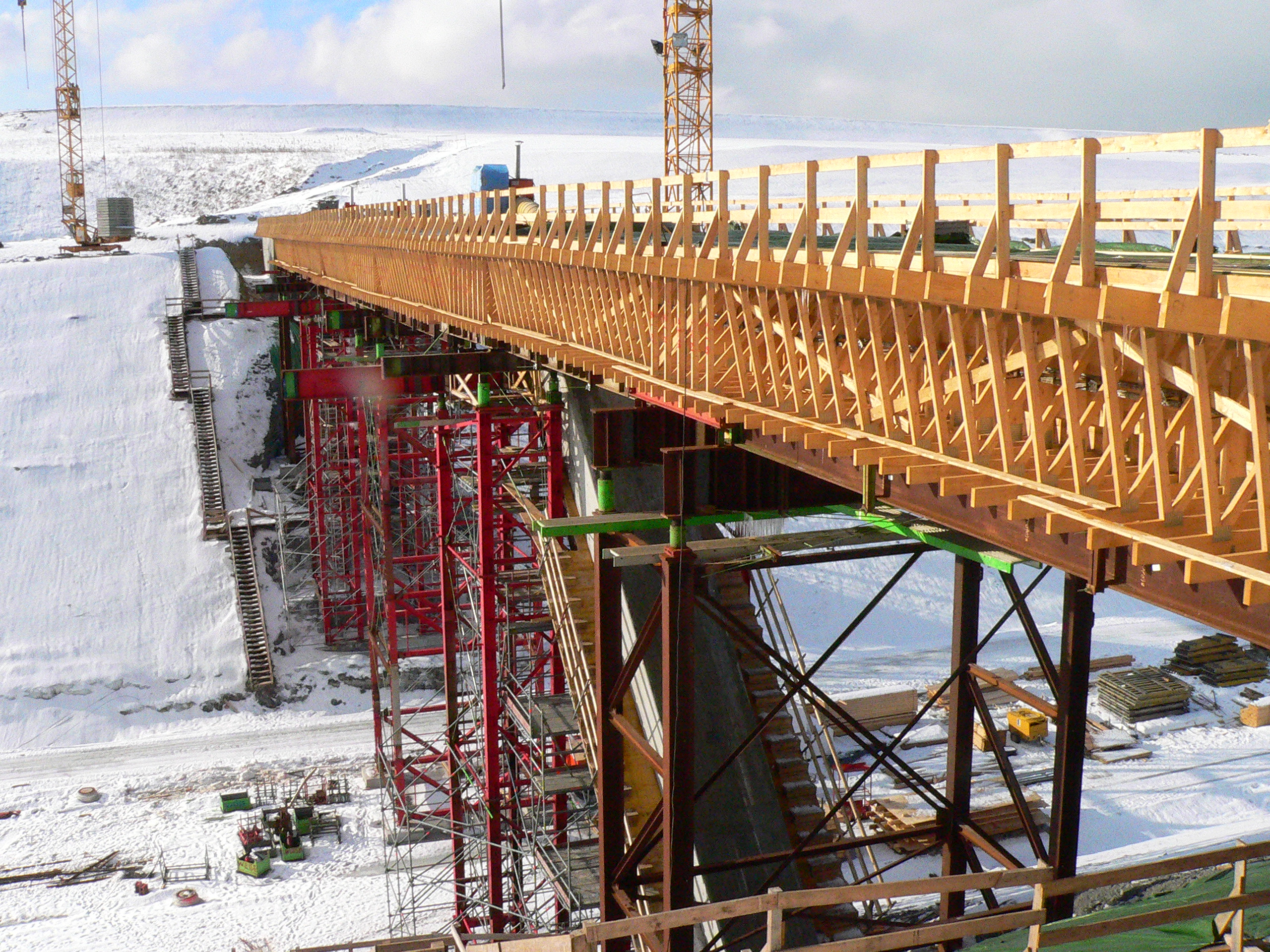
Wirtschaftswegbrücke Januar 2009
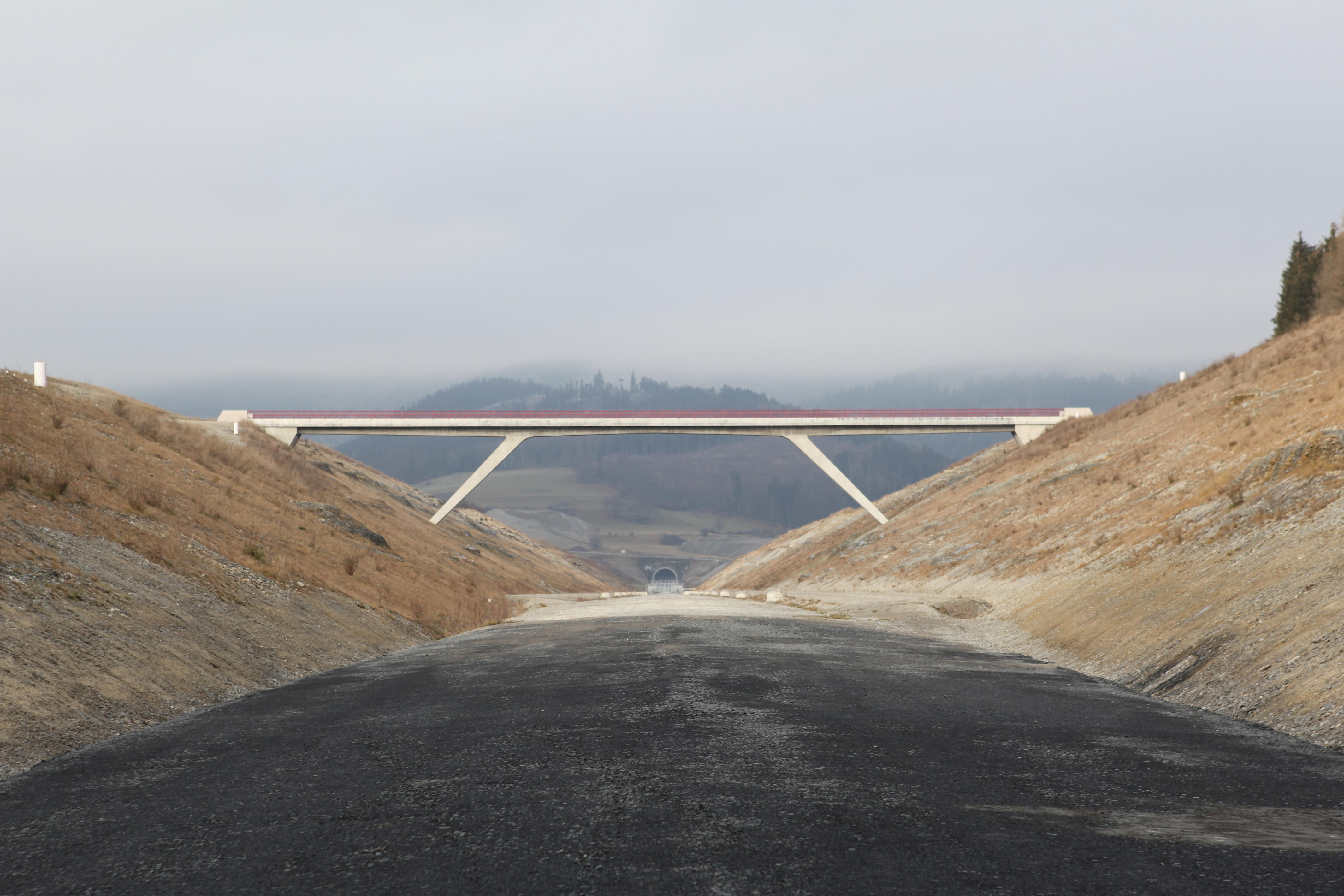
Blickrichtung Blessbergtunnel, Dezember 2011
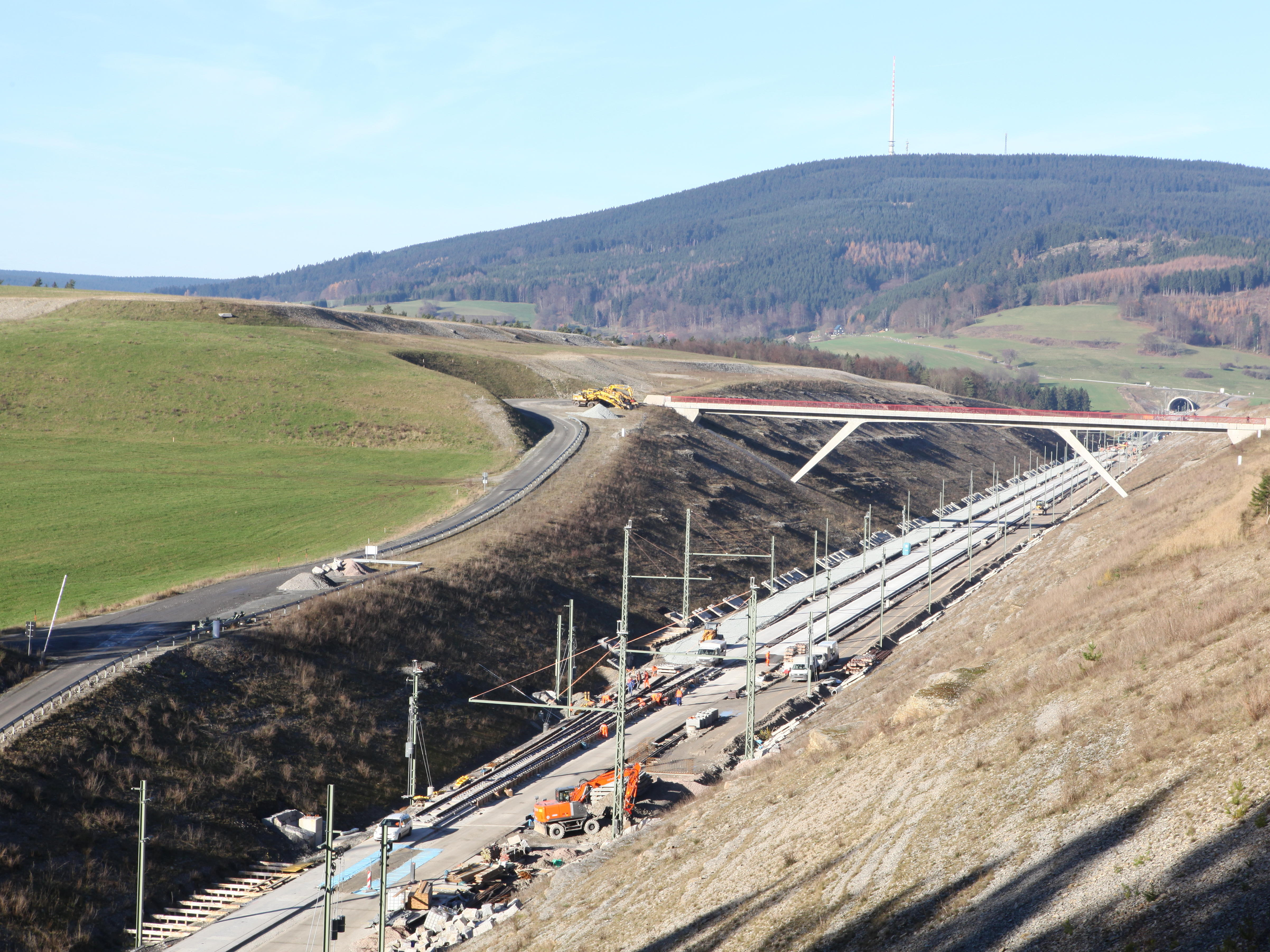
Montage Fahrbahn, November 2014